# Smirnoff (azienda)
Smirnoff è una marca di vodka russa prodotta dal 1860 dall'industriale Pëtr Arsen'evič Smirnov nella capitale della Russia, Mosca. Il marchio è distribuito in 130 paesi e comprende anche bevande aromatizzate al malto. In Gran Bretagna è prodotta e distribuita dalla Diageo, ed era al marzo 2006 la vodka più venduta nel mondo.

## Storia

### Vladimir Smirnov
Pëtr Smirnov fondò la sua distilleria a Mosca nel 1860, sotto la denominazione commerciale di PA Smirnoff. L'industriale morì nel 1910 passando il testimone della gestione al figlio Vladimir Smirnov. Attualmente, l'azienda ha una produzione di circa 4 milioni di casse di vodka all'anno.
Durante la rivoluzione russa di ottobre, la distilleria venne confiscata e la famiglia dovette fuggire. Vladimir Smirnov ricostruì a Istanbul la sua fabbrica a partire dal 1920. Quattro anni più tardi si spostò verso Leopoli, iniziò a vendere la vodka con etichette in francese con il nome Smirnoff. Il nuovo prodotto ebbe molto successo e per la fine del 1930 venne esportato nella maggior parte dei paesi europei. Nel 1925 fu così fondata a Parigi una nuova filiale della distilleria.
Nel 1930 Vladimir contatta Rudolph Kunett, un russo emigrato in America nel 1920, la cui famiglia era fornitrice di alcoolici a Mosca prima della rivoluzione. Nel 1933 Vladimir vende a Kunett la licenza per produrre la vodka in Nord America, ma tale attività non diede i risultati sperati. Nel 1938 Kunett non potendo permettersi di pagare le autorizzazioni necessarie per la vendita del prodotto, si mette in contatto con John Martin, presidente di Heublein, con il quale si accordò per acquisire direttamente i diritti di commercializzazione dallo stesso Smirnoff. Grazie all'introduzione dei cocktail a base di vodka e delle riuscite campagne pubblicitarie, Smirnoff aumenta così la popolarità sia negli Stati Uniti che in campo internazionale.

### Dagli anni novanta
Durante gli anni novanta uno dei discendenti di Pëtr Smirnov iniziò a produrre Vodka Smirnov (Смирновъ in ucraino) in Ucraina, affermando di essere l'unico erede. Dopo una serie di cause, Smirnoff riacquista il marchio, mentre la Diageo nel 2006 si mette in affari attraverso una joint venture con l'impresa Smirnov.
L'azienda Smirnoff crea il Smirnoff Music Centre, un anfiteatro per concerti a Dallas in Texas. Sponsorizzato dalla Smirnoff Underbelly.
Verso la fine degli anni novanta Smirnoff introduce nel Regno Unito una serie di nuovi prodotti,  successivamente anche nel mercato europeo e nordamericano, divenendo rapidamente popolare fra i giovani, particolarmente all'interno dei nightclub. Sono due le nuove bevande genericamente pubblicizzate con il nome di Smirnoff Ice. La prima è venduta nel Regno Unito e in Francia, è una bevanda di agrumi-malto, con il nome Original e Triple Black. La seconda, venduta in Europa (ma non in Francia), in America Latina, Australia e Canada, è una bevanda principalmente base di vodka.
Negli ultimi anni, Smirnoff ha lanciato altre linee di bevande al malto: la Smirnoff Ice Twisted era un prodotto derivato dalla American Smirnoff Ice, caratterizzata da sapori, quali il mandarino e la mela verde. L'azienda fu costretta a togliere dalla linea Smirnoff Ice la locuzione "Twisted" in quanto induceva nei clienti una certa confusione nella scelta delle bevande. Gli attuali sapori comprendono: l'anguria, l'uva selvatica, melograno, mirtillo, mela verde e lampone.
Negli anni successivi, per diversificare ulteriormente la linea di produzione la Smirnoff crea il Raw Tea, con sapori di pesca e lampone. Questa serie di prodotti è stata pubblicizzata in modo massiccio sia sui mercati che sui siti web di musica. Il prodotto era simile alla precedente Twisted Tea.
Nel maggio del 2007, Smirnoff crea un nuovo prodotto: la Smirnoff Source, una birra alternativa a basso tenore alcoolico. È un miscuglio di agrumi, leggermente gassata e venduta solamente in bottiglie di 250 ml. Malgrado il contenuto basso di alcool, una bottiglia di Smirnoff Source contiene più alcol della media di molte e popolari birre americane. La Source è disponibile in 15 Stati Uniti del nordest, Michigan, Ohio, Virginia Occidentale, New York, Pennsylvania, Maryland, Delaware, Washington, Connecticut, Massachusetts, Rhode Island, Vermont. Grazie alla sua acquisita popolarità viene distribuita anche nei nightclub di Las Vegas, Los Angeles e Miami.
Sull'onda del successo della birra Source, viene creata una linea di vodka alla frutta dal taglio molto commerciale con una nuova denominazione. Nella linea vengono inclusi i gusti: mela verde, arancia, lampone, limone, vaniglia, fragola, ciliegia, anguria e il più recente mirtillo. Nel 2004 nel Regno Unito e in Canada, la famiglia Smirnoff introduce un nuovo tipo di vodka: la Smirnoff Penka. La vendita e la distribuzione sono state seguite dalla The Reserve Brands of Diageo plc.. Nel 2007 la Penka continua ad essere disponibile nel Regno Unito.

### Numerazione
- 21 - The Classic Smirnoff Red Label Vodka
- 21 - The Classic Smirnoff Red Label Vodka Cut With Norwegian Berries (Norvegia)
- 27 - Smirnoff Silver Label Vodka
- 55 - Smirnoff Black, small batch vodka
- 57 - Smirnoff Blue Label Vodka
- 64 - Smirnoff Ice Pomegranate Fusion Malt Beverage
- 66 - Smirnoff Ice Raspberry Burst (USA)
- 66 - Smirnoff Twisted V Raspberry
- 71 - Smirnoff Ice Malt Beverage (Sud Africa)
- 72 - Smirnoff Ice Triple Filtered
- 73 - Smirnoff Black Ice Malt Beverage (Sud Africa)
- 75 - Smirnoff Ice Double Black (Nuova Zelanda)
- 83 - Smirnoff Ice Wild Grape
- 85 - Smirnoff Twisted Raspberry (Canada)

È stato dimostrato essere un pregiudizio considerare di peggiore qualità la vodka dall'etichetta rossa venduta in recipienti di plastica.

### Smirnov
Smirnov (in russo Смирновъ), può essere considerata la versione russa della vodka Smirnoff di Pëtr Smirnov. È prodotta dalla Smirnov Trading House, un'azienda posseduta da due gruppi: Russia's A1/Alfa Group e dalla Diageo, proprietaria della marca di Smirnoff.
Il nome completo dell'azienda Smirnov Trading House è The Trading House of the Heirs of the P.A. Smirnov. Smirnov è un marchio lanciato nel 1991 da Boris Smirnov, un discendente del produttore originario del liquore, Piotr Smirnov. Dopo molte cause con la società madre della Smirnoff, è stato deciso che la marca di Diageo non poteva essere venduta nelle Nazioni del Commonwealth. La marca russa si è trasformata in un prodotto della sorella Smirnoff, così come Johnnie Walker, Captain Morgan e Jose Cuervo.